# Le Piastre
Le Piastre è un centro abitato del comune di Pistoia posta a 14 km dal centro urbano.

## Geografia fisica
Le Piastre è posta all'altezza di 740 m s.l.m. in prossimità del luogo in cui i due rami del fiume Reno, il Reno di Prunetta ed il Reno di Campolungo si uniscono (valico del Poggiolo).

## Storia
I primi insediamenti nella località avvennero durante gli ultimi anni prima della caduta dell'Impero romano d'Occidente, ma il borgo come lo conosciamo oggi fu fondato intorno al 1769, anno in cui Pietro Leopoldo II di Lorena, Granduca di Toscana, costruì la Via Ximeniana (l'odierna strada statale 66), passaggio che collegava, attraverso il passo dell'Abetone, la Toscana con l'Emilia-Romagna.
Inizialmente, Le Piastre faceva parte del Comune di Cireglio. La situazione non rimase invariata per molto tempo tanto che, intorno alla fine del XVIII secolo Le Piastre divenne un Comune a sé, anche se per solo due anni. Dopodiché passò sotto la giurisdizione del comune di Porta al Borgo fino al 1877, anno in cui fu annesso al comune di Pistoia. La piazza della frazione è intitolata a Graziella Fanti, giovane concittadina vittima del nazifascismo.

## La produzione di ghiaccio
A pochi chilometri da Le Piastre si può trovare la Ghiacciaia della Madonnina un edificio in cui fino alla prima metà del '900', veniva stivato e conservato il ghiaccio prodotto dalle acque del fiume.
Nella valle del Reno, situate sul tragitto che univa Le Piastre con Pontepetri, vi erano centinaia di ghiacciaie private, la maggior parte delle quali sono andate distrutte nel tempo, a causa di frane o dell'azione erosiva del fiume.
La produzione e la vendita di ghiaccio fu il più importante investimento economico delle famiglie Piastresi e, più in generale, di molti imprenditori della montagna pistoiese durante gli ultimi due secoli.

## La fontana Campari

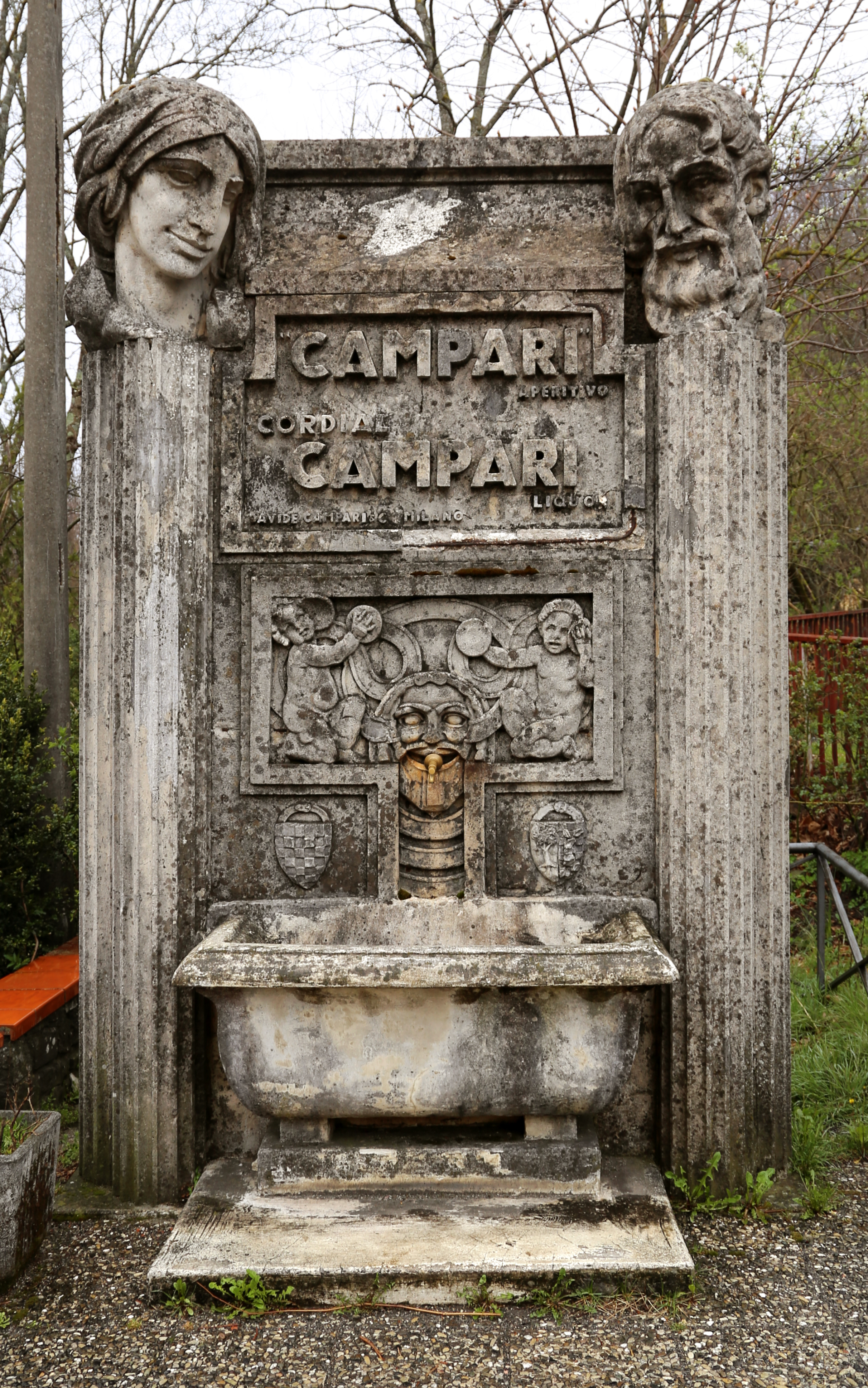
Fontana Campari a “Le Piastre” (Pistoia)

Alle Piastre si trova la meglio conservata delle tre Fontane Campari rimaste in Italia. Progettata dallo scultore Giuseppe Gronchi nel 1930-32 per reclamizzare l'azienda Davide Campari & C., venne replicata in cemento armato e installata lungo varie strade secondo una pioneristica idea pubblicitaria, che comprendeva tra i dodici e i trenta esemplari. La Fontana delle Piastre è l'unica che conservi sia le teste decorative che l'intera scritta pubblicitaria. Le altre due si trovano a Brunate (provincia di Como) e a Chiusi della Verna (provincia di Arezzo).

## Campionato italiano della Bugia
A Le Piastre si svolge un famoso e caratteristico concorso umoristico: il Campionato Italiano della Bugia, creato nel 1966 da Giancarlo Corsini.
Il Campionato Italiano della Bugia è organizzato in tre sezioni:
- Sezione verbale
- Sezione grafica
- Sezione letteraria

In alcune edizioni della manifestazione sono state affisse lapidi ironicamente false nella frazione, come quella che ricorda "il livello raggiunto dalla siccità nel 2009".